# Bayley (catch)
 (juin 2021).
Pour les articles homonymes, voir Bayley et Martinez.
Pamela Rose Martinez (née le 15 juin 1989 à Newark, Comté d'Alameda, Californie)  est une catcheuse (lutteuse professionnelle) américaine. Elle travaille à la World Wrestling Entertainment, dans la division Raw, sous le nom de Bayley.
Avant sa carrière à la WWE, elle commence sa carrière sur le circuit indépendant en Californie puis travaille à la Shimmer Women Athletes en 2011 et 2012 sous le nom de Pamela Rose et Davina Rose. En décembre 2012, elle signe un contrat avec la WWE et commence à lutter à la NXT sous le nom de Bayley. Elle y devient championne de la NXT fin août 2015 et perd ce titre le 1er avril 2016. La WWE l'envoie ensuite lutter à Raw où elle devient championne de Raw (1 fois) et première championne par équipe de la WWE dans l'équipe The Boss 'n' Hug Connection avec Sasha Banks. Lors de Money in the Bank 2019, elle remporte le match éponyme et encaisse sa mallette, devenant la championne de SmackDown.
Par cet accomplissement, Bayley devient la première femme de l'histoire de la WWE à être Triple Crown Women's Champion de la WWE  ainsi que la première Grand Slam Women's Champion de la WWE.

## Carrière de catcheuse

### Circuit indépendant (2008-2012)
Pamela Rose Martinez commence sa carrière en Californie à la Big Time Wrestling sous le nom de Davina Rose où elle apparaît régulièrement de septembre 2008 à novembre 2012.
Elle fait ses premiers matchs télévisés à la NWA Championship Wrestling From Hollywood où elle fait équipe avec Buggy et remporte leur match face à Candice LeRae et Allison Danger (en) le 16 avril et le 21 mai Buggy la bat dans un match simple,.
Elle lutte aussi à la Shimmer Women Athletes où elle est une jobber au cours des enregistrements de Shimmer Volume 41 à 51,,,.

### World Wrestling Entertainment (2012-...)
Le 16 décembre 2012, elle signe officiellement à la World Wrestling Entertainment,.

#### Débuts àNXTet championne de laNXT(2013-2016)
Le 20 mars 2013 à NXT, elle fait ses débuts dans le show jaune en tant que Face, sous le nom de Bayley, dispute son premier match, mais perd face à Paige. 
Le 11 septembre 2014 à NXT TakeOver: Fatal 4-Way, elle ne remporte pas le titre féminin de NXT, battue par Charlotte. 
Le 11 février 2015 à NXT TakeOver: Rival, elle ne remporte pas la ceinture, battue par Sasha Banks dans un Fatal 4-Way match, qui inclut également Becky Lynch et Charlotte. 
Le 20 mai à NXT TakeOver: Unstoppable, The Queen et elle battent Emma et Dana Brooke.
Le 22 août à NXT TakeOver: Brooklyn, elle devient la nouvelle championne de NXT en prenant sa revanche sur The Boss, remporte le titre pour la première fois de sa carrière et son premier titre personnel.
Le 7 octobre à NXT TakeOver: Respect, elle conserve son titre en rebattant sa même adversaire dans un 30-Minute Iron Woman match (3-2). Le 16 décembre à NXT TakeOver: London, elle conserve son titre en battant Nia Jax. 

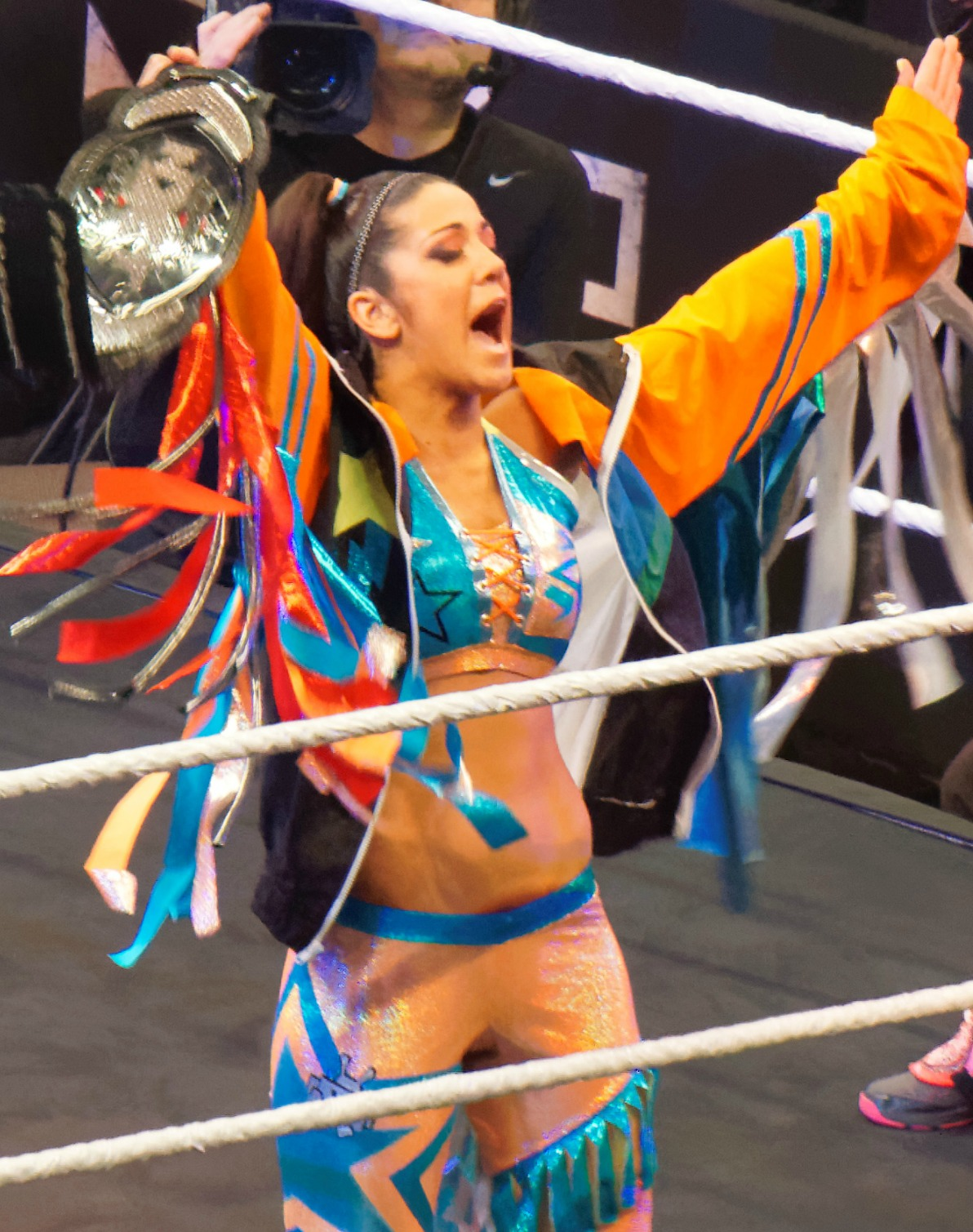
La catcheuse avec le NXT Women's Championship à NXT TakeOver: Dallas en avril 2016.

Le 1er avril 2016 à NXT TakeOver: Dallas, elle ne conserve pas sa ceinture, battue par Asuka par soumission, ce qui met fin à un règne de 223 jours. 
Le 20 août à NXT TakeOver: Brooklyn II, elle ne remporte pas le titre féminin de NXT, rebattue par la Japonaise dans le match revanche.

#### Débuts dans le roster principal, championne deRaw, rivalité avec Alexa Bliss et tensions avec Sasha Banks (2016-2018)

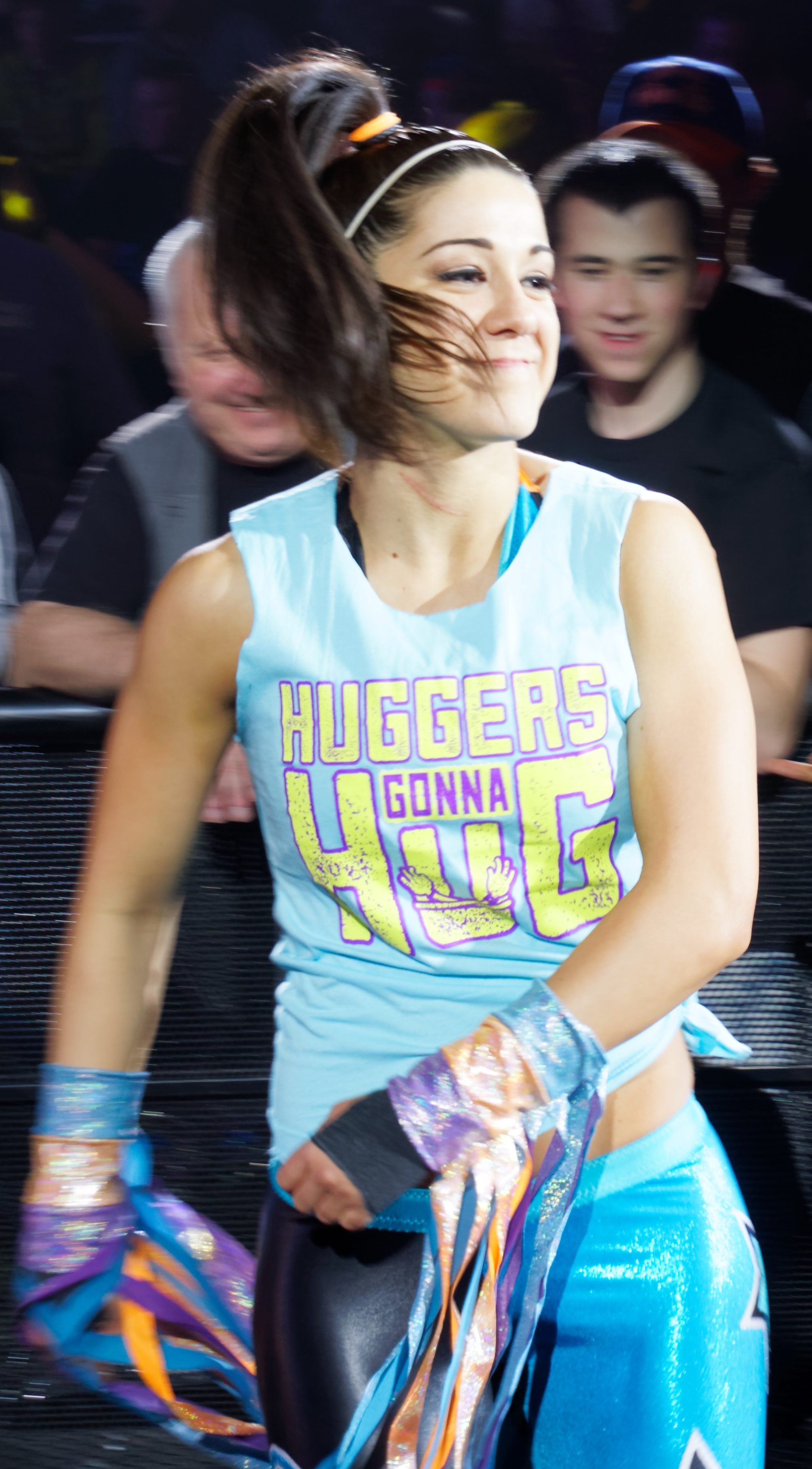
Bayley en 2017.

Le 24 juillet à Battleground, elle fait ses débuts dans le roster principal, devient la partenaire mystère de Sasha Banks et ensemble, les deux femmes battent Dana Brooke et Charlotte Flair. Le 22 août à Raw, elle fait ses débuts dans le show rouge, dispute son premier match et rebat Dana Brooke. Le 25 septembre à Clash of Champions, elle ne remporte pas le titre féminin de Raw, battue par The Queen dans un Triple Threat match qui inclut également sa partenare.
Le 30 octobre à Hell in A Cell, elle rebat Dana Brooke. Le 20 novembre aux Survivor Series, l'équipe Raw, dont elle fait partie, bat celle de SmackDown dans un Women's 5-on-5 Traditional Survivor Series Elimination Tag Team match.
Le 29 janvier 2017 au Royal Rumble, elle ne remporte pas le titre féminin de Raw, battue par The Queen. Le 13 février à Raw, elle devient la nouvelle championne de Raw en prenant sa revanche sur sa même adversaire et remporte le titre pour la première fois de sa carrière. Le 5 mars à Fastlane, elle conserve son titre en rebattant sa même opposante et fait subir sa première défaite à son adversaire en PLE.
Le 2 avril à WrestleMania 33, elle conserve son titre en rebattant Charlotte Flair, Nia Jax et Sasha Banks dans un Fatal 4-Way Elimination match. Le 30 avril à Payback, elle ne conserve pas sa ceinture, battue par Alexa Bliss, ce qui met fin à un règne de 76 jours. Le 4 juin à Extreme Rules, elle ne remporte pas le titre féminin de Raw, rebattue par sa même adversaire dans un Kendô Stick on a Pole match.
Le 30 juillet à Raw, elle bat Nia Jax par décompte à l'extérieur, mais se blesse l'épaule pendant le match. À la suite de cette blessure, elle est contrainte de déclarer forfait pour le match face à Alexa Bliss à SummerSlam, où elle sera remplacée par Sasha Banks. Le 18 septembre à Raw, elle fait son retour de blessure en attaquant Nia Jax, avec l'aide d'Alexa Bliss et Sasha Banks, avant d'attaquer la championne de Raw avec l'aide de sa meilleure amie. Le 24 septembre à No Mercy, elle ne remporte pas la ceinture, rebattue par The Goddess dans un Fatal 5-Way Match qui inclut également Emma, Nia Jax et Sasha Banks.
Le 19 novembre aux Survivor Series, l'équipe Raw, dont elle fait partie, bat celle de SmackDown dans un Women's 5-on-5 Traditional Survivor Series Elimination Tag Team match.[réf. nécessaire]
Le 28 janvier 2018 au Royal Rumble, elle entre dans le tout premier Women's Royal Rumble match en 29e position, élimine Nia Jax (aidée par Asuka, les Bella Twins, Natalya et Trish Stratus) avant d'être elle-même éliminée par Sasha Banks. Le 25 février à Elimination Chamber, elle ne remporte pas le titre féminin de Raw, battue par Alexa Bliss dans le tout premier Women's Elimination Chamber match de l'histoire de la WWE, qui inclut également Sasha Banks, Mickie James, Sonya Deville et Mandy Rose.
Le 6 mai lors du pré-show à Backlash, elle perd face à Ruby Riott.

#### Boss'N'Hug Connectionet championne par équipes (2018-2019)

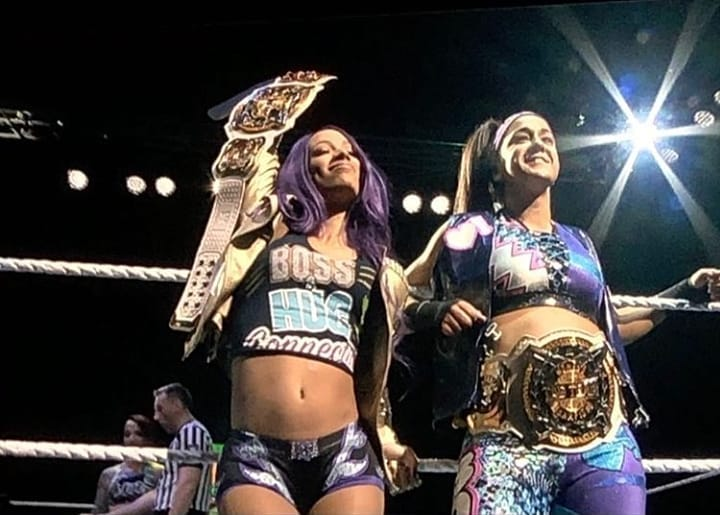
La championne par équipe aux côtés de Sasha Banks en 2019.

Le 23 juillet à Raw, après des semaines de conflit, les tensions entre Sasha Banks et elle semblent se calmer puisque, ensemble, elles battent deux catcheuses locales. Après le match, elles se réconcilient avec un câlin. 
Le 28 octobre à Evolution, Natalya et elles battent le Riott Squad dans un 6-Women Tag Team match. Le 18 novembre aux Survivor Series, l'équipe Raw, dont elles font partie, bat celle de SmackDown dans le tout premier Women's 5-on-5 Traditional Survivor Series Elimination Tag Team match.
Le 27 janvier 2019 au Royal Rumble, elle entre dans le Women's Royal Rumble match en 27e position, élimine Ruby Riott, Rhea Ripley et Alexa Bliss (aidée de Carmella) avant d'être elle-même éliminée par Charlotte Flair et Nia Jax après 14 minutes de match. Le 17 février à Elimination Chamber, Sasha Banks et elle deviennent les premières championnes par équipes de l'histoire en battant Nia Jax et Tamina, The Riott Squad  (Liv Morgan et Sarah Logan), Fire & Desire (Mandy Rose et Sonya Deville), les IIconics (Billie Kay et Peyton Royce), ainsi que Naomi et Carmella dans un Women's Elimination Chamber Tag Team match. Le 10 mars à Fastlane, elles conservent leurs titres en rebattant les catcheuses samoanes. 
Le 7 avril à WrestleMania 35, elles ne conservent pas leurs ceintures, battues par les IIconics dans un Fatal 4-Way Tag Team match qui inclut également les Divas of Doom, Nia Jax et Tamina.

#### Draft àSmackDown, double championne deSmackDown, double championne par équipes, rivalités avec Sasha Banks, Bianca Belair et blessure (2019-2021)
Le 16 avril à SmackDown Live, lors du Superstar Shake-Up, elle est officiellement transférée au show bleu. Dans la même soirée, Ember Moon, Asuka, Kairi Sane et elle battent Fire & Desire (Mandy Rose et Sonya Deville) et les IIconics dans un 8-Women Tag Team match. Le 19 mai à Money in the Bank, elle remporte la mallette. Plus tard dans la soirée, après la victoire de Charlotte Flair sur Becky Lynch pour le titre féminin de SmackDown, elle utilise sa mallette sur la première catcheuse, devient la nouvelle championne de SmackDown en la battant, remporte le titre pour la première fois de sa carrière et devient, par la même occasion, la première Triple Crown Champion et Grand Slam Champion. Le 23 juin à Stomping Grounds, elle conserve son titre en battant Alexa Bliss.
Le 14 juillet à Extreme Rules, elle conserve son titre en rebattant sa même adversaire et en battant Nikki Cross dans un 1-on-2 Handicap match. Le 11 août à SummerSlam, elle conserve son titre en battant Ember Moon. Le 2 septembre à Raw, Becky Lynch et elle battent Alexa Bliss et Nikki Cross par disqualification, à la suite de l'intervention extérieure de Sasha Banks sur la championne de Raw. Elle empêche son amie de la frapper avec une chaise en la lui enlevant des mains, effectue un Tweener Turn en tabassant la catcheuse irlandaise avec et reforme la Boss'n'Hug Connection avec The Boss. Le 15 septembre à Clash of Champions, elle conserve son titre en battant Charlotte Flair. 
Le 6 octobre à Hell in a Cell, elle ne conserve pas sa ceinture, battue par sa même adversaire par soumission. Après le match, elle se frustre et fond en larmes. 5 soirs plus tard à SmackDown, elle effectue définitivement un Heel Turn, car elle arbore un nouveau look, adopte une nouvelle attitude, détruit les Bayley Buddies qui caractérisaient son ancien gimmick et redevient ensuite championne de SmackDown, pour la seconde fois, en prenant sa revanche sur The Queen. Après le match, elle invite l'univers de la WWE à «aller se faire voir». Le 24 novembre aux Survivor Series, elle perd face à la championne de NXT, Shayna Baszler, dans un Champion vs. Champion vs. Champion Triple Threat match qui inclut également la championne de Raw, Becky Lynch.
Le 26 janvier 2020 au Royal Rumble, elle conserve son titre en battant Lacey Evans. Le 27 février à Super ShowDown, elle conserve son titre en battant Naomi.
Le 5 avril à WrestleMania 36, elle conserve son titre en battant Lacey Evans, Sasha Banks, Naomi et Tamina dans un Fatal 5-Way Elimination match. Le 10 mai à Money in the Bank, elle conserve son titre en rebattant la catcheuse samoane. Le 5 juin à SmackDown, Sasha Banks et elle redeviennent championnes par équipes, pour la seconde fois, en battant Alexa Bliss et Nikki Cross. De ce fait, elle devient également double championne. Le 14 juin à Backlash, les deux catcheuses conservent leurs titres en rebattant ses mêmes adversaires et en battant les IIconics dans un Triple Threat Tag Team match.
Le 19 juillet à Extreme Rules, elle conserve son titre en rebattant Nikki Cross. Plus tard dans la soirée, lors du combat entre Asuka et Sasha Banks pour le titre féminin de Raw, elle remplace l'arbitre du match, aspergé accidentellement par le Green Mist de la catcheuse japonaise, effectue elle-même le compte de trois en faveur de sa partenaire et fait terminer le match de manière controversée. Le 23 août à SummerSlam, elle conserve son titre en battant Asuka. La semaine suivante à Payback, sa coéquipière et elle ne conservent pas leurs ceintures, battues par Nia Jax et Shayna Baszler.
Le 4 septembre à SmackDown, elles ne remportent pas les ceintures, rebattues par leurs mêmes adversaires dans un match revanche. Après le combat, elle met officiellement fin à son alliance avec Sasha Banks, car elle l'attaque brutalement sur sa jambe blessée et lui porte une Guillotine avec une chaise de la seconde corde. Le 27 septembre à Clash of Champions, à la suite de l'absence de Nikki Cross pour blessure, elle lance un défi ouvert pour son titre et c'est Asuka qui y répond. Elle perd ensuite face à la catcheuse japonaise par disqualification, mais conserve son titre. Après le combat, son ancienne partenaire effectue un Face Turn, l'attaque et la contraint à prendre la fuite.
Le 25 octobre à Hell in a Cell, elle ne conserve pas sa ceinture, battue par The Boss dans son tout premier Hell in a Cell match. Le 22 novembre aux Survivor Series, l'équipe SmackDown, dont elle fait partie, perd face à celle de Raw dans un Women's 5-on-5 Traditional Survivor Series Elimination Tag Team match.
Le 31 janvier 2021 au Royal Rumble, elle entre dans le Women's Royal Rumble match en première position, élimine Ruby Riott avant d'être elle-même éliminée par la future gagnante, Bianca Belair après 29 minutes de match.
Le 16 mai à WrestleMania Backlash, elle ne remporte pas le titre féminin de SmackDown, battue par The EST of WWE. Le 20 juin à Hell in a Cell, elle ne remporte pas la ceinture, rebattue par sa même adversaire dans un Hell in a Cell match. 
Le 10 juillet, elle est victime d'une déchirure du ligament croisé antérieur durant un entraînement, doit s'absenter pendant un an et est contrainte de déclarer forfait pour le «I Quit» Match face à sa rivale pour le titre féminin de SmackDown à Money in the Bank.

#### Retour de blessure et Damage CTRL (2022-2024)
Le 30 juillet 2022 à SummerSlam, elle fait son retour de blessure après un an d'absence, accompagnée de Dakota Kai et IYO SKY avec qui elle forme une alliance et un clan appelé Damage CTRL. Les trois catcheuses confrontent Bianca Belair, mais Becky Lynch prête main-forte à The EST of WWE. Le 3 septembre à Clash at the Castle, elles battent Bianca Belair, Alexa Bliss et Asuka dans un 6-Women Tag Team match.
Le 8 octobre à Extreme Rules, elle ne remporte pas le titre féminin de Raw, battue par Bianca Belair dans un Ladder match malgré l'aide de ses deux partenaires en sa faveur. Le 5 novembre à Crown Jewel, elle ne remporte pas la ceinture, rebattue par sa même adversaire dans un Last Women Standing match. Le 26 novembre aux Survivor Series: WarGames, Nikki Cross, Rhea Ripley, ses deux partenaires et elle perdent face à Alexa Bliss, Asuka, Mia Yim, Becky Lynch et Bianca Belair dans son tout premier Women's WarGames match.
Le 28 janvier 2023 au Royal Rumble, elle entre dans le Women's Royal Rumble match en 6e position, élimine Dana Brooke, Roxanne Perez, Shayna Baszler, Natalya (avec l'aide de ses deux équipières) et Becky Lynch avant d'être elle-même éliminée par Liv Morgan après 27 minutes de match.

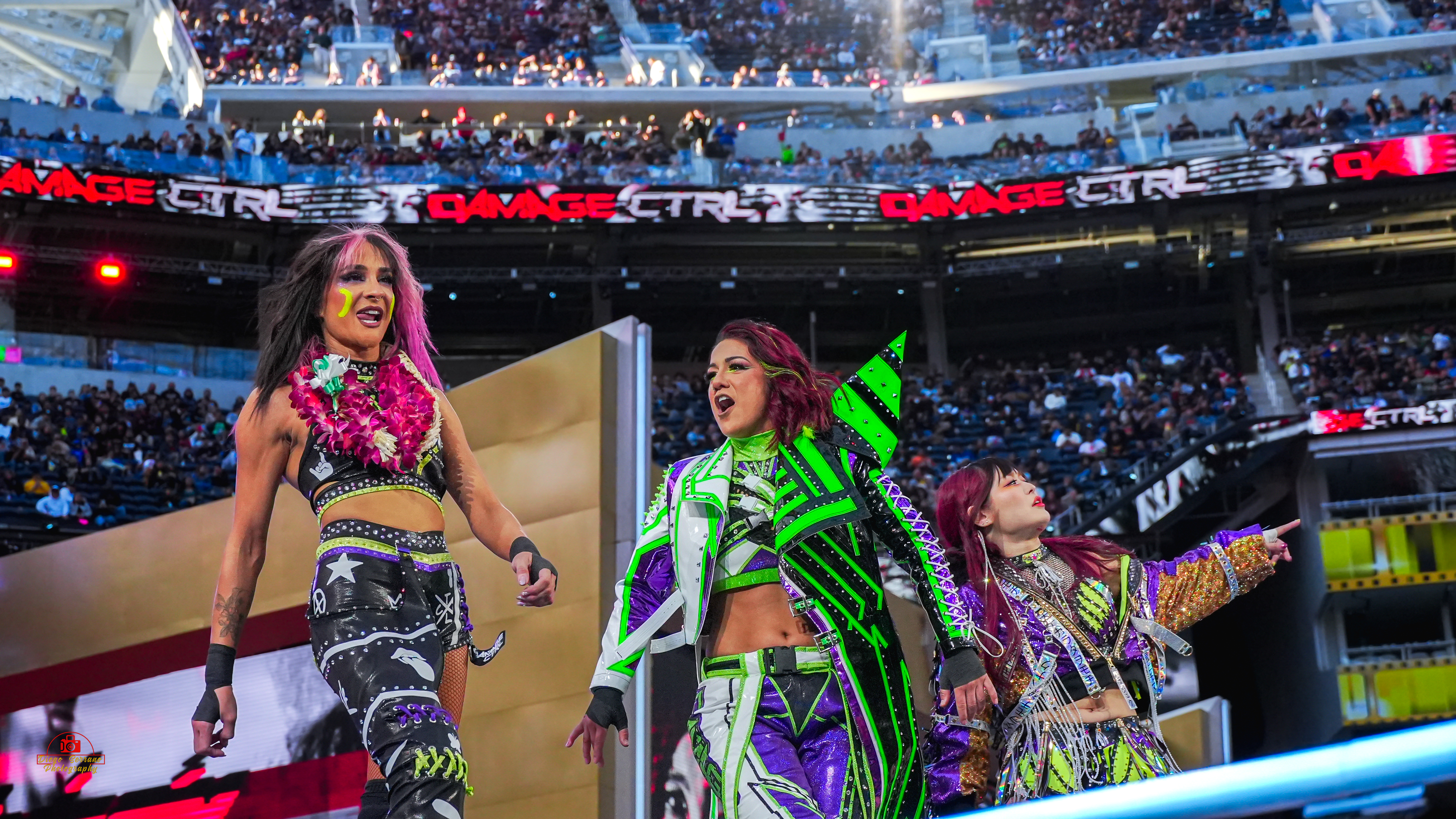
Damage CTRL lors de son entrée à WrestleMania 39.

Le 1er avril à WrestleMania 39, les trois catcheuses perdent face à Trish Stratus, Lita et Becky Lynch dans un 6-Women Tag Team match. Le 28 avril à SmackDown, lors du Draft, elles sont annoncées être officiellement transférées au show bleu par Shawn Michaels.
Le 1er juillet à Money in the Bank, elle ne remporte pas la mallette, gagnée par IYO SKY.
Le 25 novembre aux Survivor Series: WarGames, Asuka, Kairi Sane, IYO SKY et elle perdent face à Bianca Belair, Becky Lynch, Charlotte Flair et Shotzi dans un Women's WarGames match.

#### Gagnante duRoyal Rumbleet double championne de la WWE (2024)
Le 27 janvier 2024 au Royal Rumble, elle entre dans le Women's Royal Rumble match en 3e position et le remporte en éliminant successivement Indi Hartwell, Candice LeRae (avec les Kabuki Warriors), Tegan Nox, Maxxine Dupri, Tiffany Stratton, Bianca Belair et Liv Morgan en dernière. Elle bat également le record de la plus longue participation avec 63 minutes de présence sur le ring et détrône ainsi Rhea Ripley (61 minutes). 6 soirs plus tard à SmackDown, elle effectue un Face Turn et choisit officiellement IYO SKY comme adversaire pour WrestleMania XL, car les trois catcheuses japonaises de son propre clan se retournent contre elle.

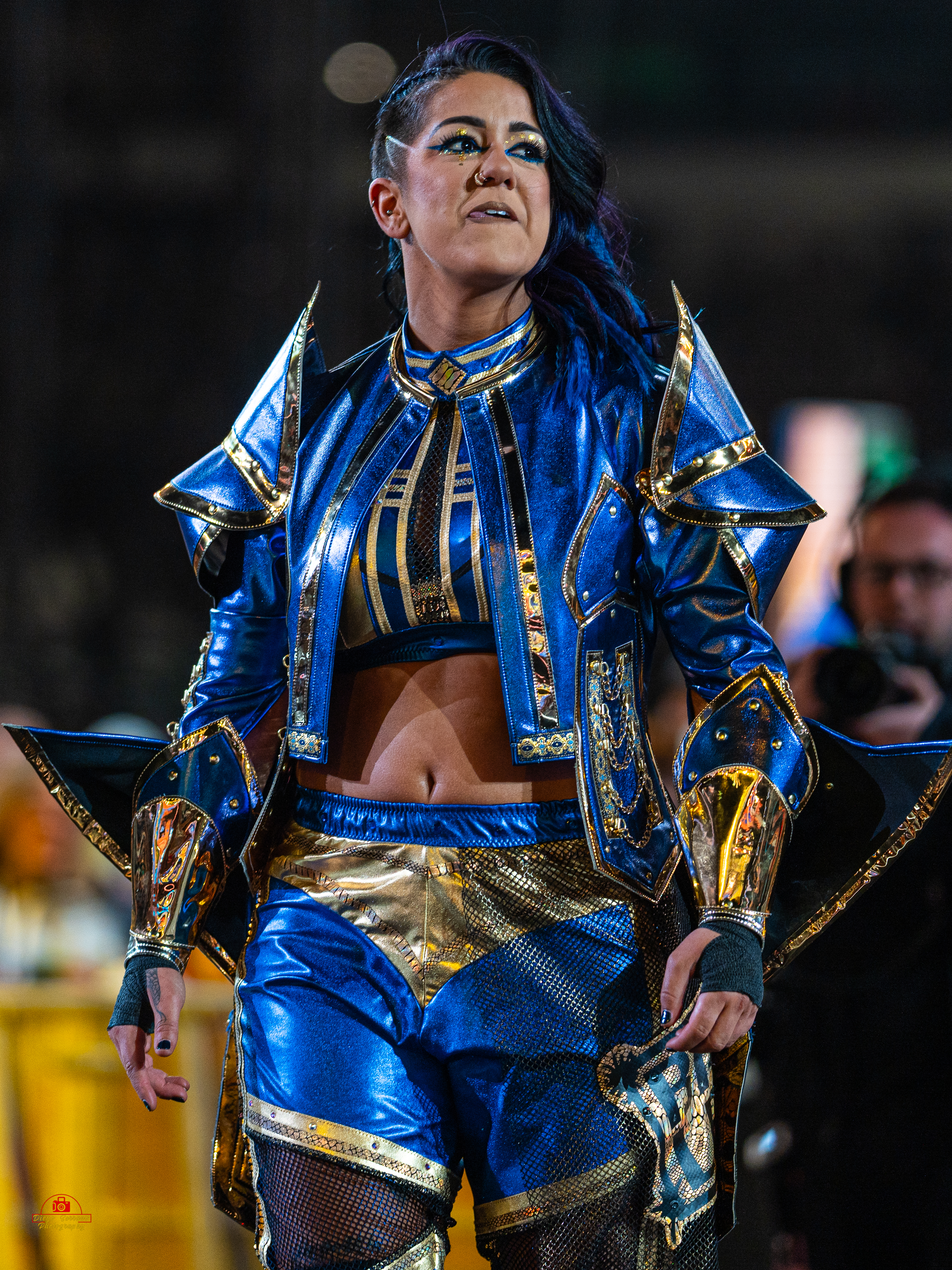
La catcheuse lors de son entrée à WrestleMania XL.

Le 7 avril à WrestleMania XL, elle redevient championne de la WWE, pour la seconde fois, en battant son ancienne partenaire. Le 4 mai à Backlash, elle conserve son titre en battant Naomi et Tiffany Stratton dans un Triple Threat match. Le 15 juin à Clash at the Castle, elle conserve son titre en battant Piper Niven.
Le 3 août à SummerSlam, elle ne conserve pas sa ceinture, battue par Nia Jax.
Le 5 octobre à Bad Blood, elle ne remporte pas la ceinture, rebattue par sa même adversaire.

#### Retour àRaw(2025-...)
Le 20 janvier 2025, Adam Pearce, le GM de Raw, annonce qu'elle est officiellement transférée au show rouge. Le 1er février au Royal Rumble, elle entre dans le Women's Royal Rumble match en 12e position, élimine Shayna Baszler avant d'être elle-même éliminée par Nikki Bella après 47 minutes de match. 14 soirs plus tard à NXT Vengeance Day, elle ne remporte pas la ceinture féminine de NXT, battue par Giulia dans un Fatal 4-Way match qui inclut également Roxanne Perez et Cora Jade. Le 1er mars à Elimination Chamber, elle ne devient pas aspirante no 1 à la ceinture mondiale féminine, battue par Bianca Belair dans un Women's Elimination Chamber match (éliminée par Liv Morgan). 
Le 19 avril lors du pré-show de WrestleMania 41, elle est contrainte de déclarer forfait pour le match par équipes aux côtés de Lyra Valkyria pour les ceintures féminines par équipes du lendemain, car elle a été attaquée dans les coulisses et est remplacée par Becky Lynch,. Le 9 juin à Raw, elle fait son retour et attaque The Man pour se venger, car la catcheuse irlandaise a révélé être l'autrice de son agression le 28 avril,.
Le 13 juillet à Evolution, elle ne remporte pas la ceinture Intercontinentale féminine, battue par Becky Lynch dans un Triple Threat match qui inclut également Lyra Valkyria. Le 3 août à SummerSlam, elle intervient dans le Last Chance No Disqualification match entre les deux catcheuses irlandaises et frappe par erreur l'ancienne première championne pour permettre à The Man de conserver sa ceinture.

## Palmarès
- World Wrestling Entertainment
  - 2 fois Championne de SmackDown de la WWE (plus long règne)
  - 2 fois Championne de la WWE (Raw)
  - 2 fois Championne par équipes de la WWE - avec Sasha Banks (première)
  - 1 fois Championne de la NXT
  - Miss Money in the Bank (2019)
  - Vainqueure du Elimination Chamber match (2019) - avec Sasha Banks
  - Vainqueure du Royal Rumble (2024)
  - 1re Triple Crown Women's Champion de la WWE
  - 1re Grand Slam Women's Champion de la WWE
  - Slammy Awards :
    - Meilleure équipe de l'année (2020) (The Golden Role Models)[100]

## Récompenses des magazines
- Pro Wrestling Illustrated
  - Match de l'année (2015) - contre Sasha Banks dans un Iron Woman match à NXT Takeover: Respect.
  - Catcheur/se le plus inspiré de l'année (2015)

| Année | 2013 | 2014 | 2015 | 2016 | 2017 | 2018 | 2019 | 2020 | 2021 | 2022        | 2023 | 2024 |
| ----- | ---- | ---- | ---- | ---- | ---- | ---- | ---- | ---- | ---- | ----------- | ---- | ---- |
| Rang  | 47   | 19   | 11   | 5    | 5    | 17   | 6    | 1    | 21   | Non classée | 41   | 7    |

## Vie privée
Elle a été en couple avec le catcheur indépendant Aaron Solow et se sont même fiancés en 2016. Le 21 février 2021, le catcheur de la All Elite Wrestling annonce leur séparation.